# Karlstads-Hammarö gymnasieskola
Begreppet Karlstads-Hammarö gymnasieskola bildades genom en organisatorisk sammanslagning av samtliga kommunala gymnasieskolor i Karlstads kommun och Hammarö kommun 2006.
Dessa var:
- Hammarö utbildningscenter, Djupsundsvägen i Skoghall
- Karlstads Teknikcenter, Axel Johnsons väg på Lamberget
- Nobel, Mossgatan på Rud
- Sundsta, Sävegatan på Sundsta
- Tingvalla, vid Stora Torget i Karlstad
- Tullholmen, Orrholmsgatan på Orrholmen
- Älvkullen, Sundstavägen på Sundsta

Vid en senare omorganisation skrotades begreppet och skolorna blev åter egna enheter.

## Ledningsstruktur
Programområden
Karlstads-Hammarö gymnasieskola var indelad i sex olika programområden som leddes och utvecklades av fyra områdeschefer. Områdena var:
- Kultur och samhälle
- Människa
- Naturvetenskap
- Service
- Teknik
- Vuxenutbildning

Rektorsområden
Varje programområde var i sin tur indelat i ett antal rektorsområden, som vart och ett hade en ansvarig rektor. Rektorsrollen var inte alltid begränsad till en fysisk byggnad, utan en rektor kunde ansvara för verksamheter på flera olika geografiska platser.
Förvaltningsledningsgrupp
På gymnasieförvaltningens stab finns funktioner för bl.a. personal-, ekonomi- och utvecklingsfrågor. Skoldirektören har det yttersta ansvaret för verksamheten. På staben fanns vid denna tid även personal-, ekonomi- och utvecklingschef. Dessa fyra chefer utgjorde tillsammans med de fyra områdescheferna en s.k. förvaltningsledningsgrupp.
Chefsgrupp
Chefsgruppen bestod av förvaltningsledningsgruppen och alla rektorer inom Karlstads-Hammarö gymnasieskola.

## Extern webbplats
Karlstads-Hammarö gymnasieskola